# Elxan Həsənov
Elxan Həsənov (12 agosto 1967) è un ex calciatore azero, di ruolo portiere.

## Carriera

### Club
Ha giocato nella massima serie dei campionati sovietico, azero e finlandese.

### Nazionale
Debutta nel 1992 con la Nazionale azera, giocando 16 partite fino al 2000.